# Anne de Rancourt
 (mars 2012).
Anne de Rancourt, née en 1955 à Agadir (Maroc), est une écrivaine française et une ancienne professeure d'allemand au lycée Lycée Louis-Vincent de Metz.

## Œuvre
Anne de Rancourt a publié le 9 janvier 2006 son premier opus et best seller Comment élever un ado d'appartement ? (Chiflet&Co, Version poche dans la collection, J'ai lu, 2010) qui propose une observation entomologique caustique et tendre des ados. Cet ouvrage a été adapté au théâtre par Evelyne Knecht (Théâtre actif de Lausanne) en février 2009. La pièce connaît un grand succès partout en Suisse. À son tour, la comédienne, metteuse en scène, coach d'acteurs Hélène Zidi-Chéruy s'en est emparée, dans un autre travail d'adaptation qui a été joué au Festival d'Avignon 2011 avant d'être donné au Théâtre Côté Cour à Paris (11e). Le livre a été traduit en estonien et en polonais.
Le 18 mai 2007 paraissait son second ouvrage, Je suis ronde et j'aime ça ! (Chiflet&Co).
Le 15 janvier 2009, elle a sorti son premier roman : Un mètre quatre (Buchet - Castel, version poche dans la collection Pocket, parue en 2010). Cet ouvrage a obtenu le Prix jeunesse de la ville de Boulay-Moselle en 2010 et le Prix Saint-Exupéry 2011.
Le 23 septembre 2010 paraissait son 4e livre : Comment se débarrasser d'un ado d'appartement (Chiflet et cie). Son adaptation au théâtre par le metteur en scène Jean Chollet (Lausanne) a été jouée au Festival d'Avignon 2011 par la comédienne suisse Nathalie Pfeiffer où elle a connu un grand succès, avant de partir en tournée dans les pays francophones.
Le 16 décembre 2016, paraissait Mes états d'Anne, recueil de chroniques hebdomadaires qu'elle écrit dans La Semaine de Metz-Thionville-Nancy.
En mars 2017 paraissait son second roman : Il faut rentrer maintenant (Les Paraiges, Metz).
En septembre 2017 a été publié son 7e ouvrage, co-signé avec Guy Brandenbourger : Le méridien du cœur (Carré Blanc, Luxembourg).
En Janvier 2018, la parution chez Leduc.s dans la collection Tut-tut de Victime de mes élèves en 150 preuves.